# Liste des batailles de la guerre soviéto-polonaise
Liste des batailles de la guerre russo-polonaise de 1920 par ordre chronologique:
1. Offensive soviétique vers l'Ouest (« Objectif Vistule ») (janvier-février 1919)
2. Bataille de Bereza Kartuska (en) (9 février 1919 : La première bataille du conflit)
3. Offensive Vilna (en): Offensive polonaise sur Vilna (avril 1919)
4. Première bataille de (en) Lida (avril 1919)
5. Opération Minsk: Offensive polonaise sur Minsk (juillet-août 1919)
6. Batailles de Chorupań et de bataille de Dubno (19 juillet 1919)
7. Bataille de Daugavpils: Opération conjointe polonaise et lettone (3 janvier 1920)
8. Opération Kiev (mai-juin 1920)
9. Bataille de Wołodarka (9 mai 1920)
10. Bataille de Brody (29 juillet – 2 août 1920)
11. Bataille de Lwów (en) (juillet 1920-septembre 1920)
12. Bataille de Tarnopol (31 juillet - 6 août 1920)
13. Bataille de Varsovie (15 août 1920)
14. Bataille de Raszyn, Bataille de Nasielsk, Bataille de Radzymin (14 août - 15 août 1920)
15. Bataille de Zadwórze: La "Thermopyles polonaise" (17 août 1920)
16. Bataille de Sarnowa Góra (21 août - 22 août 1920)
17. Bataille de Zamość (29 août 1920) - Semion Boudienny tente de prendre Zamość
18. Bataille de Komarów : Importante bataille de cavalerie, aboutissant à la défaite de Semion Boudienny (31 août 1920)
19. Bataille de Hrubieszów (1er septembre 1920)
20. Bataille de Kobryń (en) (14 septembre - 15 septembre 1920)
21. Bataille de Dytiatyn (en) (16 septembre 1920)
22. Bataille de Brzostowica (en) (20 septembre 1920)
23. Bataille de la rivière Niémen (26 septembre - 28 septembre 1920)
24. Batailles de Obuchowe (en) et de Krwawy Bór (en) (27 septembre - 28 septembre 1920)
25. Bataille de Zboiska
26. Bataille de Minsk (8 octobre 1920)

## Sources
- (en) Cet article est partiellement ou en totalité issu de l’article de Wikipédia en anglais intitulé « List of battles of the Polish–Soviet War » (voir la liste des auteurs).